# Шептуха Валерій Сергійович

Шептуха Валерій Сергійович.

Вале́рій Сергі́йович Шептуха (25 травня 1940, с. Андріївка, Волноваський район, Донецька область) — український журналіст, Член Національної спілки журналістів України, член Всеукраїнської спілки краєзнавців.

## З творчої біографії
Працював у редакціях районних та міських газет Донецької області, а з 1986 року в обласній газеті «Радянська Донеччина» (з січня 1991-го — «Донеччина»). Завідувач відділу, у жовтні 1992 року призначений заступником головного редактора. Понад 15 років поспіль він редагував у «Донеччині» щомісячну історико — краєзнавчу сторінку «Рідний край». Матеріали тематичної сторінки лягли в основу книжки Валерія Шептухи, підготовленої у співавторстві з Ігорем Зоцом, «Наш „Рідний край“», яка вийшла 2008 року в Донецьку. За значний внесок у розвиток краєзнавчого руху, збереження національної історико-культурної спадщини та природних скарбів України В. С. Шептусі присвоєно звання Почесного члена ВСКУ і Почесного краєзнавця Донеччини.
У 1983—1985 рр. — головний редактор газети «Макеевский рабочий».

### Основні друковані праці
- От солдата до маршала (про Героя Радянського Союзу, Маршала Радянського Союзу, уродженця Донецької області К. С. Москаленка). / Дороги храбрых. Книга о Героях Советского Союза — славных Донбассовцах, наших земляках // Донбасс. — 1967 — С. 166—173.
- Макеевка. Путеводитель. Составители Я. Губенко, В.Шептуха // Донбасс. — 1983.
- Космічний Бубка (про Сергія Бубку) // Рідний край. — 1997. — № 2 — 3, ч. II. — С. 70—74.
- Наш «Рідний край»: Путівник по краєзнавчих сторінках (газети «Донеччина», «Світлиця» / І. О. Зоц, В. С. Шептуха. — Донецьк: Каштан, 2008. — 447 с.
- Не білилися хати в Новомихайлівці // Національна книга пам'яті жертв голодомору 1932—1933 років в Україні. Донецька область. Частина перша.. — Донецьк, вид-во КП «Регіон», вид-во «СПД Блєднов», 2008. — С. 496—497.
- Джерело Богородичне / Донетчина в легендах: редакция, составление Ю. Н. Гавриленко // Донецк. — Ваш имидж. — 2010. — С. 279.
- Моя «Донеччина». Літературно-художнє видання. — Донецьк: Каштан, 2012. — 432 с.

## Нагороди та відзнаки
Шептуха Валерій Сергійович — лауреат Донецької обласної літературної премії імені Володимира Сосюри, виходив неодноразовим переможцем обласного творчого конкурсу «Людина праці», визнавався найкращим краєзнавцем року, був володарем Золотого пера НСЖУ і Золотого пера Донбасу. Творчі успіхи В. С. Шептухи також відзначалися Грамотами, Почесними Грамотами і Почесними Дипломами Спілки журналістів СРСР, Національної спілки журналістів України, Донецької обласної спілки журналістів України, місцевих органів влади, зокрема, Донецької обласної державної адміністрації.
Одним із перших журналістів Донецької області В. С. Шептуха нагороджений Золотою медаллю Української журналістики (постановою секретаріату НСЖУ від 04.04.2011).